# Ein Festtag
Ein Festtag (Originaltitel: Mothering Sunday) ist ein Filmdrama von Eva Husson, das im Juli 2021 bei den Internationalen Filmfestspielen von Cannes seine Premiere feierte, wo der Film in der Sektion Cannes Premières gezeigt wurde. Der Film basiert auf dem gleichnamigen Roman von Graham Swift.

## Handlung
Es ist der 30. März 1924 in Berkshire und es ist Mothering Sunday, weshalb Jane Fairchild, die als Hausmädchen für die Familie Niven arbeitet, an diesem Tag frei hat. Sie ist in einem Waisenhaus aufgewachsen und hat im Gegensatz zu ihrer Freundin Milly, dem Küchenmädchen, keine Mutter, die sie an diesem Tag besuchen muss. Das Geld, das ihr Mr. Niven für diesen Tag als Geschenk gegeben hat, kann sie somit auch nach Belieben ausgeben. Die Nivens haben ihre beiden Söhne auf dem Schlachtfeld verloren. Sie sind enge Freunde der Sheringhams und der Hobdays, die ebenfalls Kinder im Ersten Weltkrieg verloren haben. Weil den Sheringhams nur Sohn Paul geblieben ist, sind die Familien übereingekommen, dass er Emma heiraten soll, die Tochter der Hobdays.
Paul studiert Jura, und man erwartet eine angesehene Anwaltskarriere von ihm. Vor der Hochzeit in zwei Wochen gedenkt Paul noch einmal das zu tun, was er schon seit geraumer Zeit tut: Er hat sich auch an diesem Tag mit Jane verabredet, mit der er sich sonst in Ställen und Scheunen trifft. Diesmal kommen sie für das Stelldichein jedoch im nahegelegenen Herrenhaus zusammen, denn seine Eltern verbringen den Tag in Henley, um gemeinsam mit den Nivens und den Hobdays an der Themse zu Mittag zu essen. Paul hat ein letztes Mal Sex mit Jane, bevor er, bereits verspätet, auch zu dem Essen fährt, bei dem Emma auf ihn wartet. Jane kann noch ein wenig länger in dem Haus der Sheringhams bleiben, weil bis zum späten Nachmittag niemand zurück sein wird. Völlig nackt erkundet sie das Haus, betrachtet neugierig all die Sachen dieses Oberschichtlebens, die sie nur als Dienerin kennt, und ganz besonders die Bücher in den Regalen. 
Als sie am späteren Nachmittag zu dem Haus der Nivens zurückkehrt, muss sie erfahren, dass Paul bei seiner Autofahrt tödlich verunglückt ist. Die Ereignisse des Tages prägen das Leben von Jane, wie sich in dem nichtlinear erzählten Film durch Szenen aus ihrem späteren Leben zeigt: Jane vertieft sich, durchaus auch mit dem Wohlwollen der Nivens, in die Literatur von Schriftstellern wie Robert Louis Stevenson. Sie wird Buchhändlerin in Oxford, beginnt eine Beziehung mit dem Philosophiestudenten Donald und fängt schließlich selbst an zu schreiben. Hochbetagt blickt die inzwischen berühmte Schriftstellerin Jane auf ihr Leben zurück, hüllt sich aber über den Mothering Sunday des Jahres 1924 in Schweigen.

## Produktion

### Literarische Vorlage
Der Film basiert auf dem gleichnamigen Roman von Graham Swift, der in einer deutschen Übersetzung unter dem Titel Ein Festtag veröffentlicht wurde. Der Roman war ein internationaler Bestseller, wurde in mehr als 20 Sprachen übersetzt und 2017 mit dem renommierten Hawthornden-Preis ausgezeichnet. Der Film folgt der Vorlage inhaltlich weitgehend sehr getreu. Ein im Roman relativ kurzes Kapitel über Janes Beziehung mit dem Philosophen Donald wurde im Drehbuch hingegen erweitert.

### Der Mothering Sunday
Die Tradition des Mothering Sunday, an dem die Bediensteten der britischen Adelshäuser einen Tag frei bekamen, um ihre Eltern besuchen zu können, ist schon sehr alt. In der christlichen Tradition besuchten Gläubige einmal im Jahr die Kirche, in der sie getauft wurden, ihre Mutterkirche sozusagen. Die über das Land verstreut arbeitenden Kinder aus ärmeren Familien, meist Mädchen, die als Dienstmägde in reichen Familien fernab der Eltern arbeiteten, nutzten diesen freien Tag zum Besuch ihrer Verwandten, weshalb der Mothering Sunday als Vorläufer des Muttertags gesehen wird.

### Regie und Drehbuch
Die Drehbuchadaption erfolgte durch Alice Birch. Regie führte Eva Husson. Es handelt sich um ihre dritte Regiearbeit bei einem abendfüllenden Spielfilm, nach ihrem 2015 entstandenen Debüt Bang Gang, einem Porträt einer Generation, die für und durch Sex lebt, sowie dem Nachfolger Les filles du Soleil (auch Girls of the Sun) aus dem Jahr 2018, einem feministischen Kriegsdrama. Birch hatte zuletzt für William Oldroyds Filmdrama Lady Macbeth gearbeitet. Für die Adaption der Novelle Die Lady Macbeth von Mzensk von Nikolai Leskow wurde sie bei den British Independent Film Awards 2017 für das beste Drehbuch ausgezeichnet. 

### Besetzung, Synchronisation und Dreharbeiten

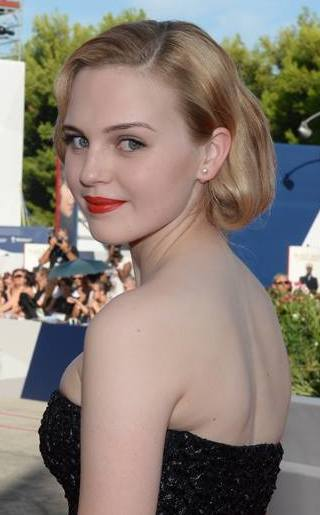
Odessa Young spielt im Film Jane Fairchild

Odessa Young ist in der Hauptrolle von Jane Fairchild zu sehen. Olivia Colman und Colin Firth spielen Mrs. und Mr. Niven. Josh O’Connor übernahm die Rolle von Paul. Colman und O’Connor standen zuvor gemeinsam für die Fernsehserie The Crown vor der Kamera, sie in der Rolle von Elizabeth II., er als Prinz Charles. Simon Shepherd spielt Mister Hobday, Caroline Harker dessen Ehefrau Sylvia und Emma D’Arcy deren Tochter Emma. Patsy Ferran spielt Janes Freundin Milly. Während Young auch Jane in den 1950er Jahren spielt, wird sie als ältere Frau von Glenda Jackson verkörpert. Es handelt sich um ihren ersten Filmauftritt nach über 30 Jahren.
Die deutsche Synchronisation entstand nach einem Dialogbuch und der Dialogregie von Eva Schaaf im Auftrag der Neue Tonfilm München Film- und Synchronproduktion GmbH. Leslie-Vanessa Lill leiht in der deutschen Fassung Young in der Rolle von Jane Fairchild ihre Stimme, Tom Vogt seine Firth in der Rolle von Mr. Niven.
Die Dreharbeiten, die ausschließlich in Großbritannien stattfanden, wurden im November 2020 beendet. Als Kameramann fungierte Jamie D. Ramsay, der zuletzt unter Kritikern Aufmerksamkeit für seine Arbeit an Oliver Hermanus’ Film Moffie erhielt.

### Filmmusik und Veröffentlichung
Die Filmmusik komponierte Morgan Kibby. Das Soundtrack-Album mit 24 Musikstücken wurde Mitte November 2021 von Atlantic Screen Music als Download veröffentlicht.
Die Premiere erfolgte am 9. Juli 2021 bei den Internationalen Filmfestspielen von Cannes, wo der Film in der Sektion Cannes Premières gezeigt wurde. Im September 2021 wurde er beim Toronto International Film Festival und bei der Filmkunstmesse Leipzig vorgestellt. Der Kinostart in Deutschland erfolgte am 23. Dezember 2021. In der Deutschschweiz war er am 10. Februar 2022 geplant. Anfang März 2022 wurde er beim Santa Barbara International Film Festival vorgestellt.

## Rezeption

### Altersfreigabe
In den USA erhielt der Film von der MPAA ein R-Rating, was einer Freigabe ab 17 Jahren entspricht. In Deutschland wurde der Film von der FSK ab 12 Jahren freigegeben.

### Kritiken
Von den bei Rotten Tomatoes erfassten Kritiken sind bislang 79 Prozent positiv, womit er bei den in Cannes vorgestellten Filmen im Mittelfeld landete.
Michael Meyns schreibt bei Filmstarts, virtuos halte Eva Husson über lange Zeit die Spannung, lasse Zeitebenen ineinanderfließen und evoziere die magischen Momente eines Tages, der in einer Tragödie enden wird. Der Kontrast zwischen dem intimen Moment, den Jane und Paul teilen, sowie einem gleichzeitig stattfindenden Lunch der Herrschaften könnte nicht größer sein, so Meyns: „Hier extreme Großaufnahmen, Unschärfen, Sonnenstrahlen und Lichtreflexe auf der nackten Haut, dort ein steifes Zusammensitzen, in einengende Kostüme gepresst, stets den Verlust der Söhne im Kopf.“ Nicht alle formalen Experimente funktionierten jedoch derart ausgezeichnet, und bisweilen verliere sich Husson auch in ihren Bildkollagen, auch wenn diese oft emotional-mitreißend seien.
Pete Hammond von deadline.com hebt in seiner Kritik die sehenswerte, mehrere Zeitspannen abdeckende Kameraarbeit von Jamie D. Ramsay hervor, aber auch die beschwingte Filmmusik von Morgan Kibby und die Kostüme von Sandy Powell, auch wenn diese in wichtigen Szenen des Films überhaupt nicht zu sehen sind.

### Auszeichnungen
Savannah Film Festival 2021
- Auszeichnung mit dem Variety Creative Impact in Costume Design Award (Sandy Powell)
- Auszeichnung mit dem Discovery Award (Odessa Young)[23]